# Andy Frankenberger
Andy Frankenberger (New York, 1973) è un giocatore di poker statunitense.
Frankenberger è in possesso di una doppia laurea alla Duke University in Economia ed in Russo; è un ex dipendente di JP Morgan e BNP Paribas, e trader di Wall Street.
Dedicatosi al poker, ha conquistato due importanti successi: la vittoria di un braccialetto WSOP nell'edizione 2011 ($1.500 No Limit Hold'em) e di un titolo del World Poker Tour (Legends of Poker 2010). Nella stagione WPT 2010 ha inoltre centrato un altro tavolo finale WPT, ed un 16º posto nel Five Diamond World Poker Classic: questa serie di risultati gli ha permesso di vincere il titolo di WPT Player of the Year 2010.
Alle WSOP del 2012 vince il braccialetto del $10.000 Pot Limit Hold'em, sconfiggendo Phil Ivey all'heads-up finale.